# Tagus Valles
Le Tagus Valles sono una struttura geologica della superficie di Marte.